# Château Marquis d'Alesme Becker
Le château Marquis d'Alesme Becker, est un domaine viticole de 15 hectares situé dans le village de Margaux en Gironde. En AOC margaux, il est classé troisième grand cru dans la classification officielle des vins de Bordeaux de 1855. Il appartient depuis 2006 à la famille Perrodo, et fait partie des Vignobles Labégorce, aux côtés du Château Labégorce.

## Histoire du domaine
Le vignoble de ce château est l'un des premiers créés dans la région de Bordeaux, en 1585. En 1616, les vignes font leur apparition, le cru est pour la première fois enregistré. Le domaine, transmis de génération en génération est la propriété de la famille d’Alesme, par ailleurs parlementaires notoires de la ville de Bordeaux aux XVIe et XVIIe siècles

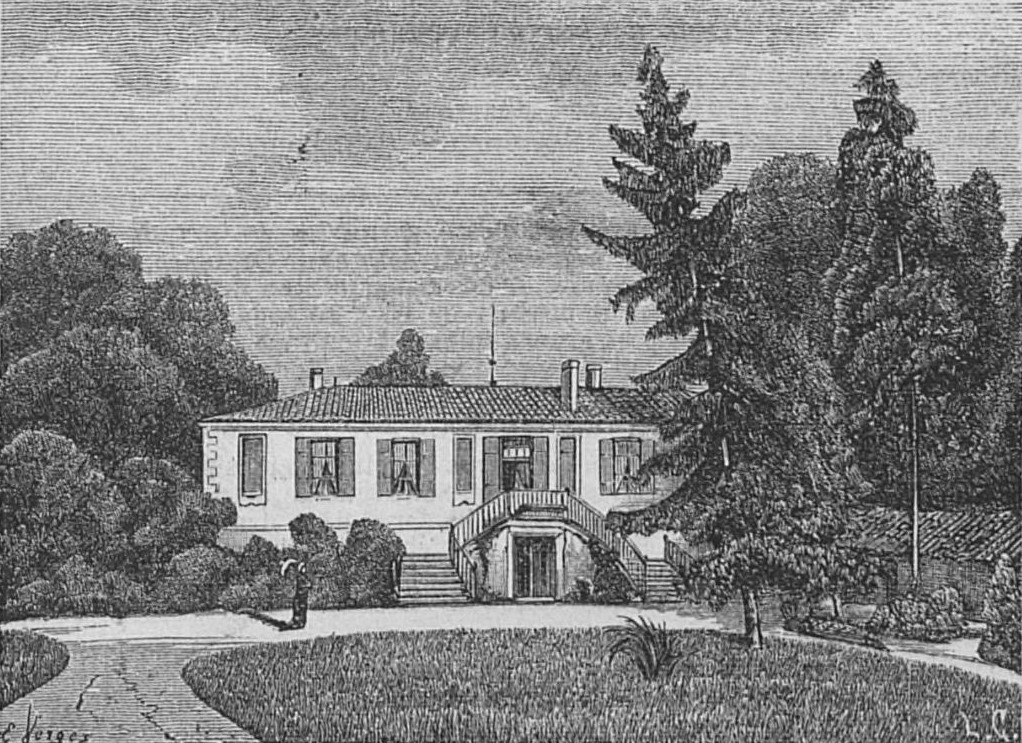
Illustration du l'ancien Château Marquis d'Alesme Becker en 1893.

Un négociant néerlandais, Jan Bekker Teerlink, acquiert le domaine en 1810. Il germanise son nom en « Becker » et l’y accole au nom de la propriété, donnant naissance à Marquis d’Alesme-Becker. Quelques années de travail seulement suffisent pour faire du Château Marquis d’Alesme un grand vin du Médoc.
En 1855, alors appartenant à la famille Sznarjdeski, Marquis d'Alesme Becker est reconnu comme troisième grand cru dans la classification officielle des vins de Bordeaux de 1855.
Le château passe ensuite de main en main aux XIXe et XXe siècles. En 1938, la moitié des vignes et la maison du maître du Château Desmirail sont vendues à Edmond Ritz qui les attribue au Château Marquis d'Alesme Becker.
En 1955, Paul Zuger en fait l'acquisition puis, à la suite d'un partage, le domaine revient à Jean-Claude Zuger.
En juin 2006, Hubert Perrodo, déjà propriétaire de Château Labégorce Margaux, se porte acquéreur du vignoble. Propriété de la famille Perrodo, les domaines sont aujourd'hui gérés par Nathalie Perrodo-Samani.
Nathalie Perrodo confie la direction générale des Vignobles Labégorce à Marjolaine Maurice de Coninck. Ensemble elles se lancent le défi de restructurer totalement la propriété, à la vigne, aux chais et sur les marchés avec pour objectif de redonner son lustre d’antan à Marquis d’Alesme.
Est entrepris depuis 2013 un projet architectural d'envergure, jetant une passerelle entre ses deux cultures occidentale et orientale et perpétuant l’esprit entrepreneur et l’héritage culturel de la famille Perrodo. La propriété est réinventée par l’architecte bordelais Fabien Pédelaborde. Ces travaux concernent un bâtiment de production, un hameau d’accueil dédié aux amateurs avertis, un pavillon privé abritant des œuvres d’art, et une collection de jardins intimistes.

## Terroir
La propriété, d’une surface de 15 hectares est organisée en trois parcelles distinctes. La première, attenante à la demeure et au vignoble du château Margaux, est un terrain silico-graveleux dont une partie est plus argileuse. La deuxième parcelle, également constituée de sols silico-graveleux, se trouve le long de la route départementale D2, dite la « route des Châteaux ». La troisième parcelles enfin, située sur la commune de Soussans, au nord de Margaux, est sur des sols pour moitié silico-marneux et silico-graveleux. 
Ces terrains, à faible déclivité, offrent un excellent ensoleillement et un bon drainage.
Les vignes du domaine ont une moyenne d'âge de 40 ans. Sur la première parcelle, l’encépagement est uniquement composé de merlot. Sur la deuxième, le cépage cabernet sauvignon domine (50 %). Le merlot et le petit verdot représentent respectivement 45 % et 5 % du reste de la vigne. Sur la troisième, les vignes sont un peu plus jeunes (35 ans) avec une forte prédominance du cabernet sauvignon (70 %) pour 25 % de merlot et 5 % de petit verdot.

## Vins
Les rendements du vignobles sont portés à 50 hl/ha. Lors de l’assemblage, la proportion respective des différents cépages varie selon les millésimes. Cependant pour le grand cru le cabernet sauvignon est majoritaire sur le merlot et le petit verdot. La vinification se fait en cuve en inox de 80 hl et l'élevage est réalisé pendant 18 mois en barriques composées à 60 % de bois neuf. Le domaine produit environ 90 000 bouteilles par an.